# Apistogramma brevis
Apistogramma brevis är en fiskart som beskrevs av Kullander, 1980. Apistogramma brevis ingår i släktet Apistogramma och familjen Cichlidae. Inga underarter finns listade i Catalogue of Life.